# Stocking
Stocking war bis Ende 2014 eine Gemeinde mit 1455 Einwohnern (Stand 1. Jänner 2014)
im Bezirk Leibnitz in der Steiermark, Österreich. Im Rahmen der Gemeindestrukturreform in der Steiermark
ist Stocking seit 2015  aufgeteilt auf die:
- Marktgemeinde Sankt Georgen an der Stiefing (Katastralgemeinde Hart und ein Grundstück der KG Stocking sowie neue Grundstücke)
- Marktgemeinde Wildon (Katastralgemeinde Sukdull und übrige Grundstücke der KG Stocking)

Grundlage dafür ist das Steiermärkische Gemeindestrukturreformgesetz – StGsrG.

## Gemeindegliederung
Das Gemeindegebiet umfasste sieben Ortschaften (in Klammern Einwohnerzahl Stand 31. Oktober 2011):
- Afram (199)
- Alla (25)
- Aug (116)
- Hart bei Wildon (147)
- Neudorf (235)
- Stocking (311)
- Sukdull (429)

Die Gemeinde bestand aus drei Katastralgemeinden
- Hart
- Stocking
- Sukdull

## Kultur und Sehenswürdigkeiten

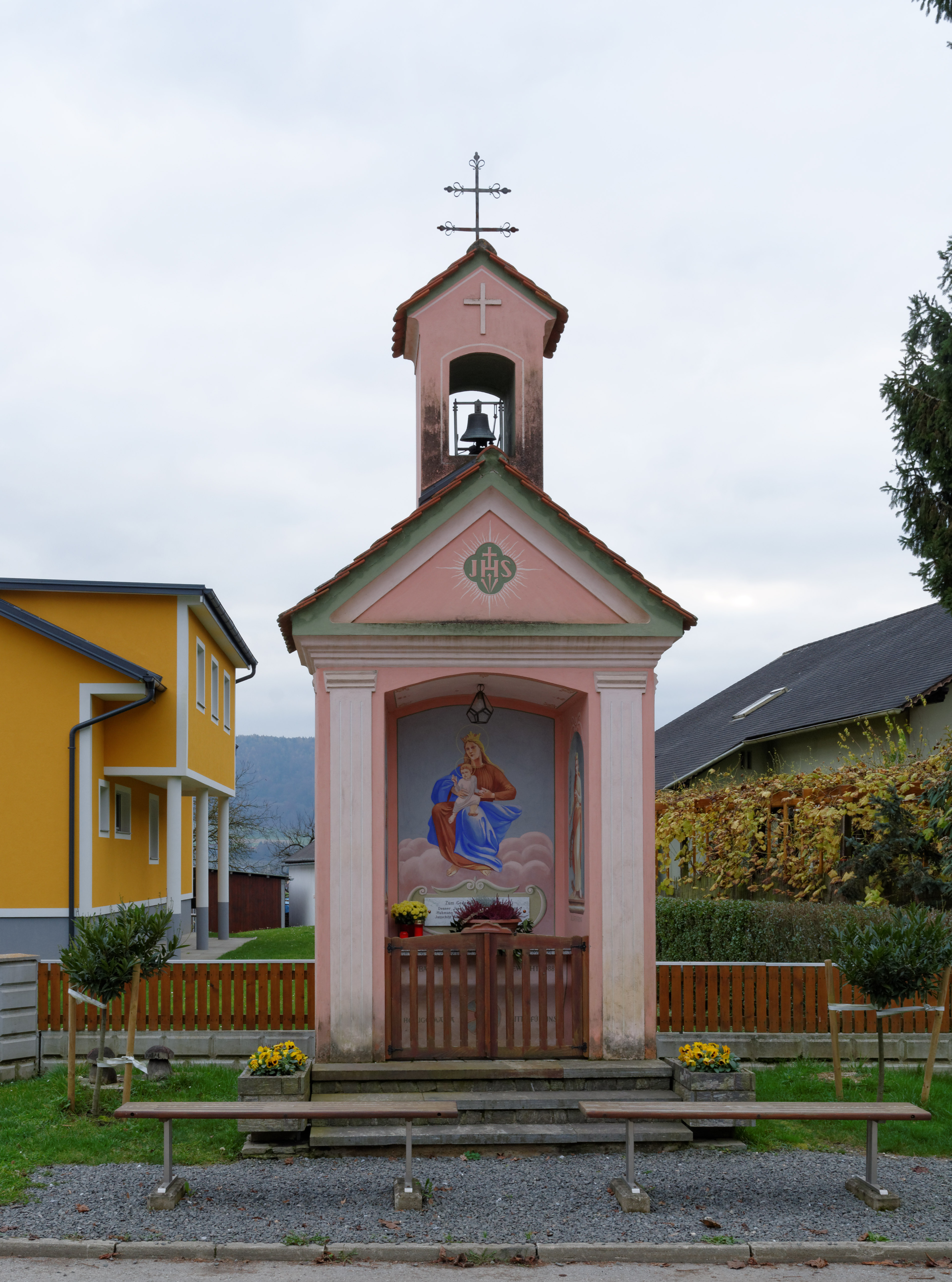
Kapelle in der Ortschaft Afram

Seit 2009 bildete die Gemeinde zusammen mit den damaligen Gemeinden Hengsberg, Lang, Lebring-St. Margarethen, Wildon und Weitendorf die Kleinregion Kulturpark Hengist.

### Sport
- Tennisverein TC Stocking

## Politik
Letzter Bürgermeister war bis zur Auflösung der selbständigen Gemeinde am 31. Dezember 2014 Franz Egger (ÖVP).
Der Gemeinderat bestand bis dahin aus 15 Mitgliedern.

### Wappen
Die Steiermärkische Landesregierung hat mit Wirkung vom 1. März 1992 ein Gemeindewappen verliehen.
Blasonierung:
„In Grün ein silbener Wurzelstock mit drei Wurzeln und rechts und links je drei herauswachsenden silbernen Ahornblättern, darüber ein silberenes Schloss bestehend aus zwei Türmen mit Dach und verbunden durch einen Torbau mit Balustrade.“
Die drei Wurzeln zeigen die Entstehung der Gemeinde aus den drei Gemeinden Stocking, Sukdull und Hart. Der (Wurzel-)Stock stellt Stocking dar, die Wurzeln versinnbildlichen Wurzing (größte Ortschaft der früheren Gemeinde Sukdull) und die Blätter weisen auf Hart (gleichbedeutend mit Wald) hin, die wachsenden Blätter überdies auf das Gedeihen der Gemeinde in der Zukunft. Das Schloss steht für die (ehemaligen) bischöflichen Seckauer Lehen Neudorf, Aframhof, Afram-Marienhof und Finkenegg. Die Gemeindefarben waren Weiß-Grün.
Durch die Gemeindezusammenlegung wurde das Wappen mit 1. Jänner 2015 ungültig.

## Persönlichkeiten

### Ehrenbürger
- 1972: Josef Hammer (* 1902), Alt-Bürgermeister von Stocking[5]